# 増本宏
増本 宏（ますもと ひろし、1956年9月10日 - ）は、長崎県出身の元プロ野球選手（投手）。

## 来歴・人物
宇久高は軟式野球部しかなく、3年時に全国大会に出場し準優勝。この時、県大会、北九州地区大会から全国の決勝戦までは無失点であった。誘いのあった九州産業大学に進み福岡六大学野球連盟に加盟する同校の硬式野球部に入部する。在学中はリーグ戦で5回優勝。1978年の全日本大学野球選手権大会では1回戦で専修大学に敗退。最優秀選手1回、ベストナイン5回。大学時代の同級生には長渕剛がいる。
1978年のプロ野球ドラフト会議で横浜大洋ホエールズから4位指名を受け入団。
1979年から一軍登板を果たす。1年先輩で仲の良い遠藤一彦と同様に別当薫一軍監督からサイドスロー転向を要請される。前年にこれを拒否して同年より活躍し始めた遠藤に対し、増本は小谷正勝コーチの後押しもあってこのフォーム転向により翌年からの活躍につながった。
1980年には7先発を含む23試合に登板、4勝を記録する。
1984年には34試合に登板する。
1985年には出場機会が減少。イースタン・リーグでは1986年に最多勝、1987年には完全試合を達成し最優秀防御率を獲得するが、一軍ではその実力を発揮できずに終わった。イースタンでの完全試合を達成した1987年オフに戦力外通告を受け現役を引退。当初、職員より残留要請が出るも、増本は回答を保留する。それが久野修慈球団社長の逆鱗に触れ、無理矢理契約を打ち切られてしまったという。時期は遅く、何とか近鉄のテストを受けるも採用には至らず。失望した増本はそれ以降、しばらくプロ野球を見なかったらしい。
以後は生命保険の営業を担当しスポーツ講師として活動の傍ら、マスターズリーグ東京ドリームスのセレクションに挑戦すると同じ軟式出身の土橋正幸監督の目に留まって活躍する。
映画『ミスター・ベースボール』（1992年）に巨人の投手役で出演している。

## 詳細情報

### 年度別投手成績
| 年 度    | 球 団    | 登 板 | 先 発 | 完 投 | 完 封 | 無 四 球 | 勝 利 | 敗 戦 | セ 丨 ブ | ホ 丨 ル ド | 勝 率 | 打 者 | 投 球 回 | 被 安 打 | 被 本 塁 打 | 与 四 球 | 敬 遠 | 与 死 球 | 奪 三 振 | 暴 投 | ボ 丨 ク | 失 点 | 自 責 点 | 防 御 率 | W H I P |
| -------- | -------- | ----- | ----- | ----- | ----- | -------- | ----- | ----- | -------- | ----------- | ----- | ----- | -------- | -------- | ----------- | -------- | ----- | -------- | -------- | ----- | -------- | ----- | -------- | -------- | ------- |
| 1979     | 大洋     | 1     | 0     | 0     | 0     | 0        | 0     | 0     | 0        | --          | ----  | 5     | 1.0      | 3        | 0           | 0        | 0     | 0        | 0        | 0     | 0        | 1     | 1        | 9.00     | 3.00    |
| 1980     | 大洋     | 23    | 7     | 1     | 0     | 0        | 4     | 3     | 0        | --          | .571  | 261   | 61.1     | 66       | 5           | 19       | 4     | 3        | 27       | 0     | 1        | 25    | 23       | 3.39     | 1.39    |
| 1982     | 大洋     | 11    | 1     | 0     | 0     | 0        | 0     | 0     | 0        | --          | ----  | 73    | 16.0     | 20       | 1           | 4        | 2     | 2        | 10       | 0     | 0        | 9     | 8        | 4.50     | 1.50    |
| 1983     | 大洋     | 24    | 1     | 0     | 0     | 0        | 0     | 0     | 0        | --          | ----  | 107   | 24.2     | 26       | 5           | 9        | 2     | 0        | 23       | 0     | 0        | 15    | 14       | 5.11     | 1.42    |
| 1984     | 大洋     | 34    | 0     | 0     | 0     | 0        | 0     | 0     | 0        | --          | ----  | 182   | 40.1     | 50       | 1           | 12       | 5     | 2        | 23       | 0     | 0        | 22    | 15       | 3.35     | 1.54    |
| 1985     | 大洋     | 4     | 0     | 0     | 0     | 0        | 0     | 0     | 0        | --          | ----  | 16    | 2.2      | 8        | 0           | 1        | 0     | 0        | 1        | 0     | 0        | 6     | 6        | 20.25    | 3.38    |
| 1986     | 大洋     | 3     | 0     | 0     | 0     | 0        | 0     | 0     | 0        | --          | ----  | 18    | 4.0      | 6        | 1           | 1        | 0     | 0        | 1        | 0     | 0        | 2     | 2        | 4.50     | 1.75    |
| 1987     | 大洋     | 9     | 0     | 0     | 0     | 0        | 0     | 0     | 0        | --          | ----  | 49    | 12.0     | 12       | 3           | 1        | 0     | 0        | 9        | 0     | 1        | 6     | 6        | 4.50     | 1.08    |
| 通算:8年 | 通算:8年 | 109   | 9     | 1     | 0     | 0        | 4     | 3     | 0        | --          | .571  | 711   | 162.0    | 191      | 16          | 47       | 13    | 7        | 94       | 0     | 2        | 86    | 75       | 4.17     | 1.47    |

### 記録
- 初登板：1979年9月23日、対中日ドラゴンズ24回戦（ナゴヤ球場）、7回裏に3番手で救援登板、1回1失点
- 初奪三振：1980年7月4日、対阪神タイガース10回戦（阪神甲子園球場）、8回裏に若菜嘉晴から
- 初勝利：1980年8月19日、対中日ドラゴンズ13回戦（横浜スタジアム）、9回表に4番手で救援登板・完了、1回無失点
- 初先発：1980年8月25日　対阪神タイガース21回戦（横浜スタジアム）、5回0/3を2失点
- 初先発勝利：1980年9月7日、対読売ジャイアンツ22回戦（後楽園球場）、5回2/3を1失点
- 初完投：1980年10月1日、対阪神タイガース25回戦（阪神甲子園球場）、8回2失点で敗戦投手

### 背番号
- 20 （1979年 - 1982年）
- 14 （1983年 - 1987年）